# Raillimont
Raillimont es una comuna francesa situada en el departamento de Aisne, en la región de Alta Francia.

## Demografía
| 113 | 85 | 72 | 83 | 86 | 77 | 89 |
| Para los censos de 1962 a 1999 la población legal corresponde a la población sin duplicidades (Fuente: INSEE [Consultar]) |    |    |    |    |    |    |